# 格拉納特角
67°39′S 45°51′E / 67.650°S 45.850°E
格拉納特角是南極洲的海岬，位於恩德比地，處於塔拉山西部，由蘇聯的探險隊命名並繪入地圖，現時由南極條約體系管理。